# Głogów Małopolski

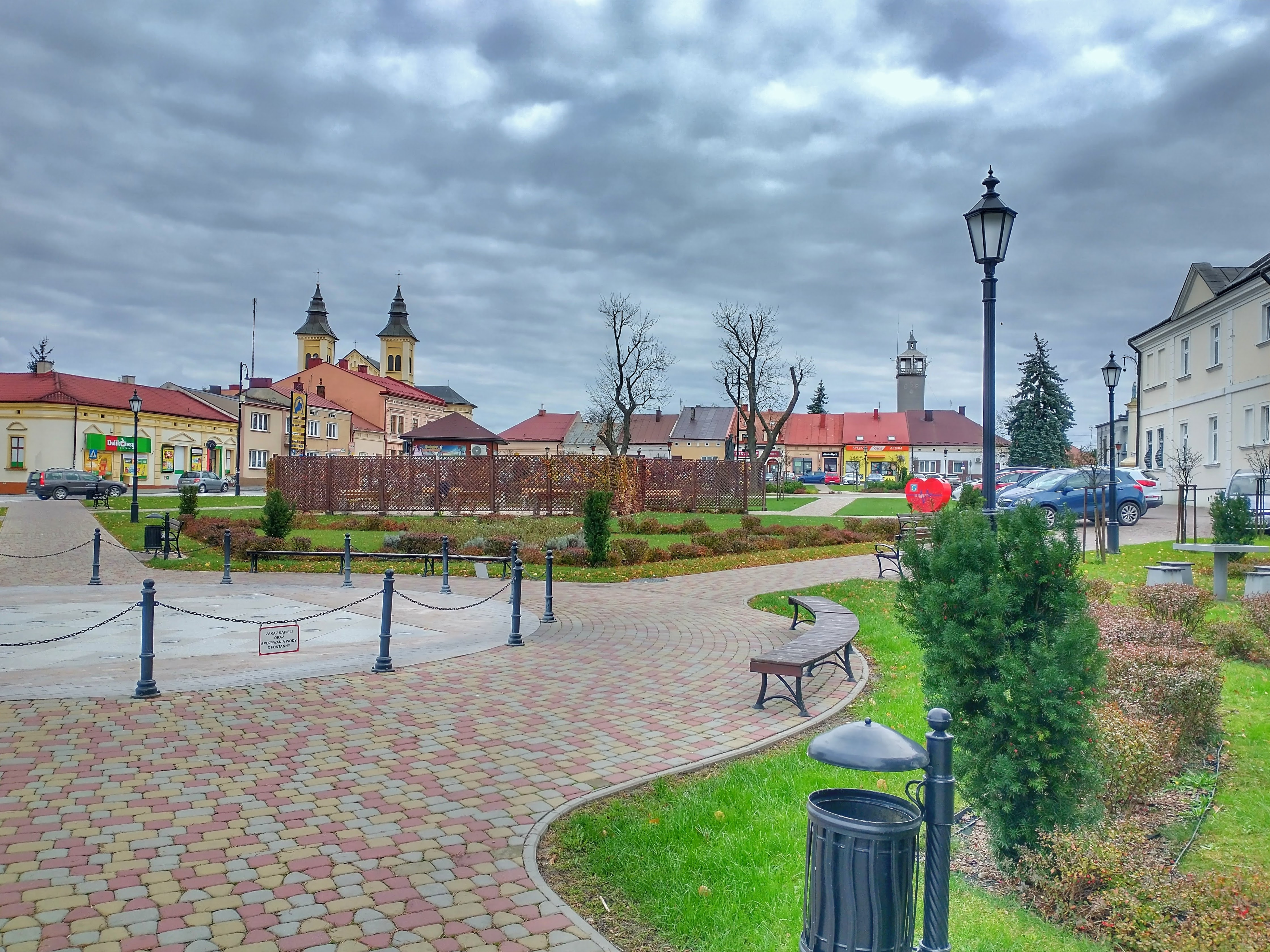
Rynek

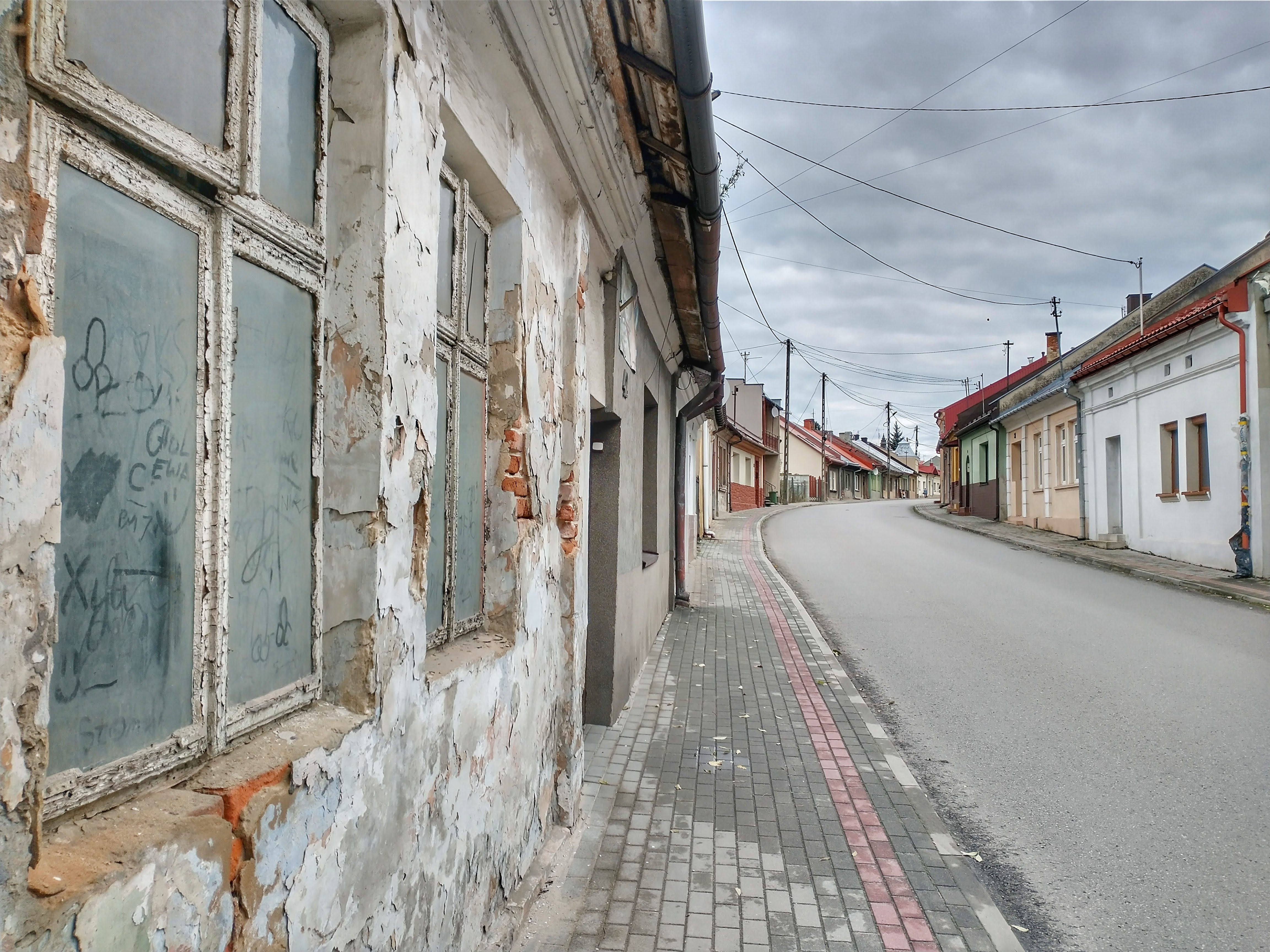
Ulica 3 Maja w centrum miasta

Głogów Małopolski – miasto w woj. podkarpackim, w powiecie rzeszowskim, siedziba gminy miejsko-wiejskiej Głogów Małopolski.
Głogów Małopolski leży w dawnej ziemi przemyskiej. Uzyskał lokację miejską w 1570 roku. W latach 1975–1998 miasto administracyjnie należało do woj. rzeszowskiego.
Miasto położone jest w Kotlinie Sandomierskiej 12 km na północ od Rzeszowa. Etnograficznie Głogów Małopolski leży na styku dwóch regionów: lasowiackiego i rzeszowskiego.

## Historia

### Lokacja miasta
Głogów Małopolski założony został przez Krzysztofa Głowę z Nowosielec herbu „Jelita”. 22 kwietnia 1570 roku, w dzień św. Wojciecha, wydał on w Przybyszówce dokument, na mocy którego w lesie rudzieńskim przy rozgałęzieniu szlaków wiodących do Sandomierza i do Kolbuszowej nad rzeką Szlachciną miało powstać miasto noszące nazwę Głowów. Założono je na terenie istniejącej tutaj wsi. Według planów Głowy miało być to pierwsze w Polsce miasto prawdziwie nowoczesne, oparte na założeniach urbanistycznych epoki renesansu. Równocześnie Głowów miał stanowić konkurencję dla średniowiecznego Rzeszowa.
Projekt miasta był bardzo śmiały jak na ówczesne warunki. Wyznaczono kwadratowy rynek o boku długości 168 m, na którym wymierzono 40 placów pod budowę domów o dwuspadowych dachach. Od niego odchodziły drogi na cztery strony świata. Właściciel miasta wyznaczył także miejsca pod ogrody mieszczańskie, kościół i plebanię, łaźnię, szpital, młyn, browar oraz folwark pański. Ostatni z czasem zamienił się w dzielnicę żydowską nazwaną „Pod Bożnicą”.
Według założeń w osadzie miało znaleźć się około 200 domów. Okres wolnizny wynosił 20 lat, był więc stosunkowo długi jak na miasto tworzone w przystępnym terenie i na przecięciu szlaków handlowych. Mieszkańcom przyznano prawo warzenia piwa, gorzałki i miodu. Właściciel zezwolił też na ustawienie jatek rzeźniczych oraz organizację dwóch jarmarków w roku: na św. Jana Chrzciciela i na św. Agnieszki. Na dzień targowy wybrano wtorek.
Zgodnie z wzorcami epoki w osadzie przyjęto prawo magdeburskie. Utworzono radę miejską złożoną z 4 rajców – dwóch wybieranych przez mieszczan i dwóch wyznaczanych przez właściciela osady. Urząd burmistrza pełnili oni kolejno przez okres jednego miesiąca. Władzę sądowniczą sprawował sąd ławniczy złożony z wójta i siedmiu przysiężników (ławników). Organ ten rozstrzygał pomniejsze sprawy karne i cywilne. Decyzje w istotniejsze kwestiach podejmował właściciel miasta posiadający prawo miecza, czyli zasądzania kary śmierci. Mieszkańcy mogli też odwoływać się do niego od decyzji rady miejskiej i sądu ławniczego.

### Własność Mikołaja Spytka Ligęzy
Po śmierci Krzysztofa Głowy miasto przeszło w ręce Mikołaja Spytka Ligęzy z Bobrku herbu „Półkozic”, kasztelana Sandomierskiego. Prawdopodobnie była to darowizna króla, choć stwierdzające to dokumenty nie zachowały się. Nowy właściciel zapewnił osadzie prężny jak na owe czasy rozwój. Potwierdził wszystkie dotychczasowe przywileje, a następnie nadał nowe pobudzające rozwój rzemiosła i handlu. Wybudował drewniany kościół parafialny z dzwonnicą (1630), szpital dla ubogich, oraz pierwszy, też drewniany ratusz (1636). Po najeździe tatarskim w 1624 roku nakazał otoczenie Głowowa wysokim wałem i zespołem stawów. Resztki tych umocnień są widoczne do dziś w starej części miasta. Na wałach znajdowały się baszty, do obsadzenia których wyznaczono cechy. Ligęza zobowiązał też mieszczan do obrony osady i posiadania broni palnej.
Po śmierci Mikołaja Spytki Ligęzy w 1637 roku, Głowów razem z Rzeszowem i Sędziszowem został zbrojnie zajęty przez jego zięcia Dominika Zasławskiego. Po okresie krótkich rządów nowego właściciela miasto przeszło na ponad półtora wieku w ręce rodziny Lubomirskich, którzy przemianowali je na Głogów.

### Własność Lubomirskich i czasy „państwa głogowskiego”
Początki panowania Lubomirskich niekorzystnie odbiły się na Głogowie. Spory między spadkobiercami i wojny XVII wieku nie sprzyjały zainteresowaniu rozwojem miast należących do tej rodziny. Ponadto miasto dwukrotnie spalono i złupiono: podczas najazdu Rakoczego (1657) i w czasie wojny sasko-szwedzkiej (1709). Ponowny okres prosperity miasteczko przeżywało w XVIII wieku po tym, jak w 1706 roku po śmierci Hieronima Augustyna Lubomirskiego wskutek podziału latyfundium rzeszowskiego utworzone zostało „państwo głogowskie”. Otrzymał je Jan Kazimierz starosta bolimowski, ożeniony z Urszulą z Branickich. Na obszar państwa głogowskiego składały się: Głogów, Rogoźnica, Wola Cicha, Styków, Medynia Głogowska. Ponadto Lubomirscy dzierżawili królewszczyzny: starostwo bratkowickie oraz 11 wsi i duże obszarów lasów.
Nowi właściciele wybudowali w 1725 w miejscu pierwotnie przeznaczonym na folwark murowany pałacyk, a w niedalekiej Rudnej letnią rezydencję nazywaną „Rejteradą” (fr. retiré – ustronny). Dla podniesienia rangi państwa głogowskiego Urszula Lubomirska sprowadziła księży misjonarzy św. Wincentego à Paulo i w 1766 r. ufundowała kościół wraz z domem rekolekcyjnym. Dbali oni także o samo miasto. Wybudowali nowy, tym razem murowany ratusz. Po jego dwóch stronach ustawiono kolumny z posągami Matki Boskiej i św. Floriana. Pierwszy kazała postawić Urszula Lubomirska w intencji błagalnej o szczęśliwy poród, drugi miał w założeniu ustrzec w większości drewnianą osadę przed częstymi pożarami. Rangę Głogowa podnosiło utworzenie w nim sądu miejskiego.
Druga połowa XVIII wieku to prawdopodobnie najlepszy okres dla mieszczaństwa Głogowa. Słynne stały się organizowane w nim jarmarki, utworzono nowy cech kupców, mieszkańcy znacząco się wzbogacili. Z końcem XVIII w. notował Ewaryst Andrzej, hr. Kuropatnicki w swym „Opisaniu królestw Galicyi i Lodomeryi”: Miasto (...) Sławne z fabryki złotników głogowskich, których równe mnóstwo w Rzeszowie i znaczny swym towarem teraz handel w niemieckich prowadzą państwach.
Ten „złoty wiek” zaczął zanikać po śmierci Urszuli z Branickich Lubomirskiej w 1776 roku. Państwo głogowskie odziedziczyła po niej jej jedyna córka Maria, była żona Karola Radziwiłła. Stale mieszkała ona na Litwie, nie poświęcała więc większej uwagi nowym nabytkom. Zmarła bezdzietnie w 1795 r., zaś jej prawni spadkobiercy ujawnili się po latach, nie byli jednak zainteresowani dobrami. Austriaccy komisarze wystawili „państwo głogowskie” na sprzedaż, aby móc uregulować niespłacone pożyczki zaciągnięte w 1793 r. przez Radziwiłłową. Nie jest prawdą krążąca przez lata opinia, iż Głogów został skonfiskowany za zaległe podatki.

### Okres austriacki
W zamku w 1812 roku osadzono szwadron kawalerii austriackiej. Jego komendant zakupił wystawione na sprzedaż w drodze licytacji dobra głogowskie. Następnie sprowadził on czeskich robotników, co przyczyniło się do podniesienia poziomu gospodarki w miasteczku. W 1803 roku w efekcie zaprószenia ognia spłonął klasztor o.o. misjonarzy. Głogów pozostawał w rękach rodziny Filipa hr. Sweerts – Spork do roku 1892. Wtedy dobra głogowskie zakupił Adam Jędrzejowicz, właściciel Staromieścia i Zaczernia.
W XIX wieku Głogów pełnił rolę centrum życia dla okolicznych wsi. Znajdował się w nim sąd powiatowy, urząd skarbowy, poczta, notariat, apteka, lekarz i szkoła. Mieszkańcy miasteczka brali udział w powstaniu listopadowym i Wiośnie Ludów, wspierali też powstańców styczniowych. W 1878 utworzono Ochotniczą Straż Pożarną. Przez lata odgrywała ona istotną rolę we wciąż przede wszystkim drewnianym miasteczku. Organizowała też liczne imprezy kulturalne i patriotyczne. Do dziś przetrwała tradycja odbywania przez członków OSP wart przed grobem pańskim w przeddzień Wielkanocy. Drugą ważną organizacją było utworzone w 1903 roku Towarzystwo Gimnastyczne „Sokół”. Głogowski oddział liczył około 200 członków. W 1914 roku kilkunastu z nich wstąpiło do II Brygady Legionów.

### XX wiek

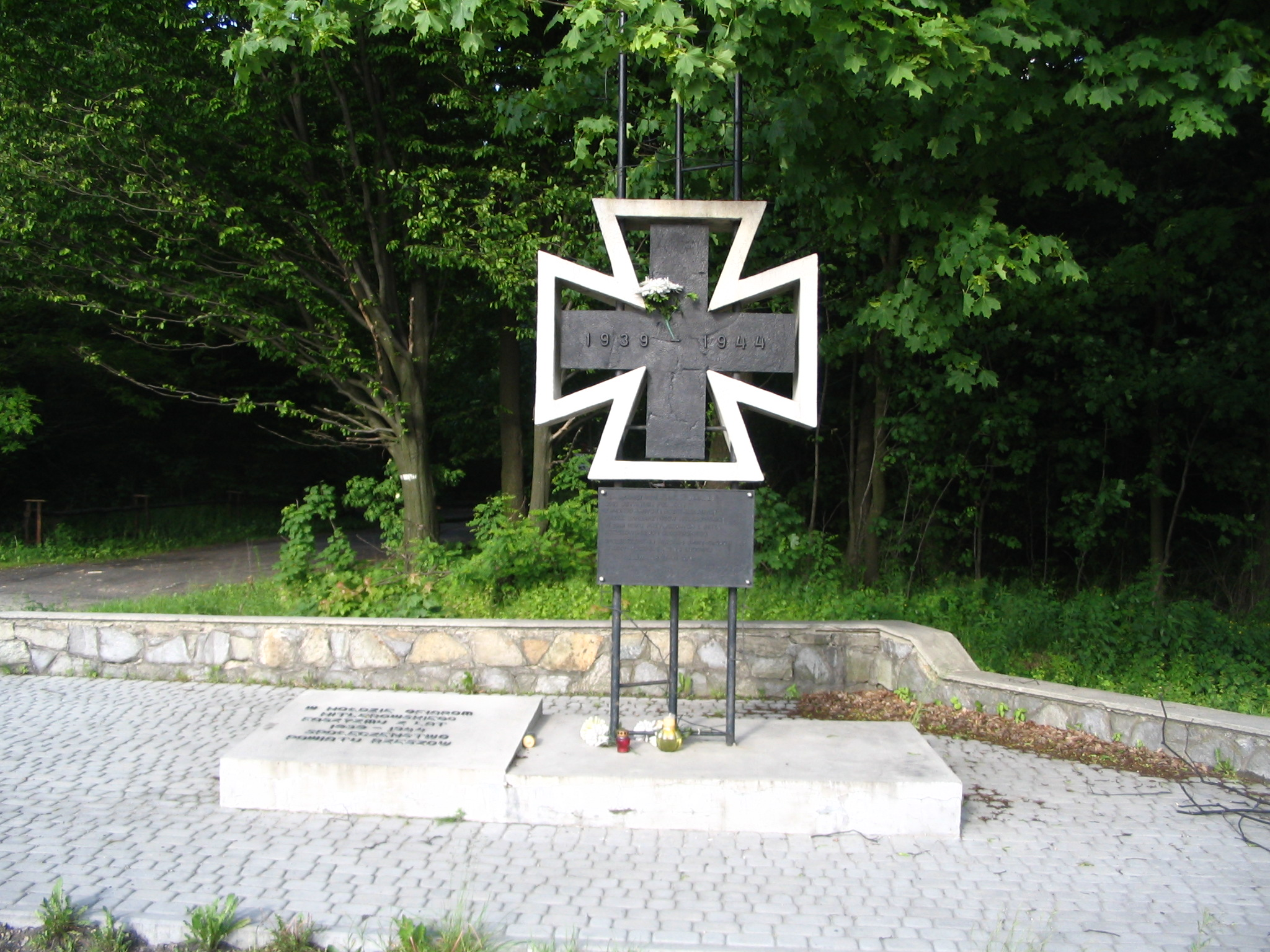
Pomnik na skraju boru upamiętniający ofiary hitlerowców

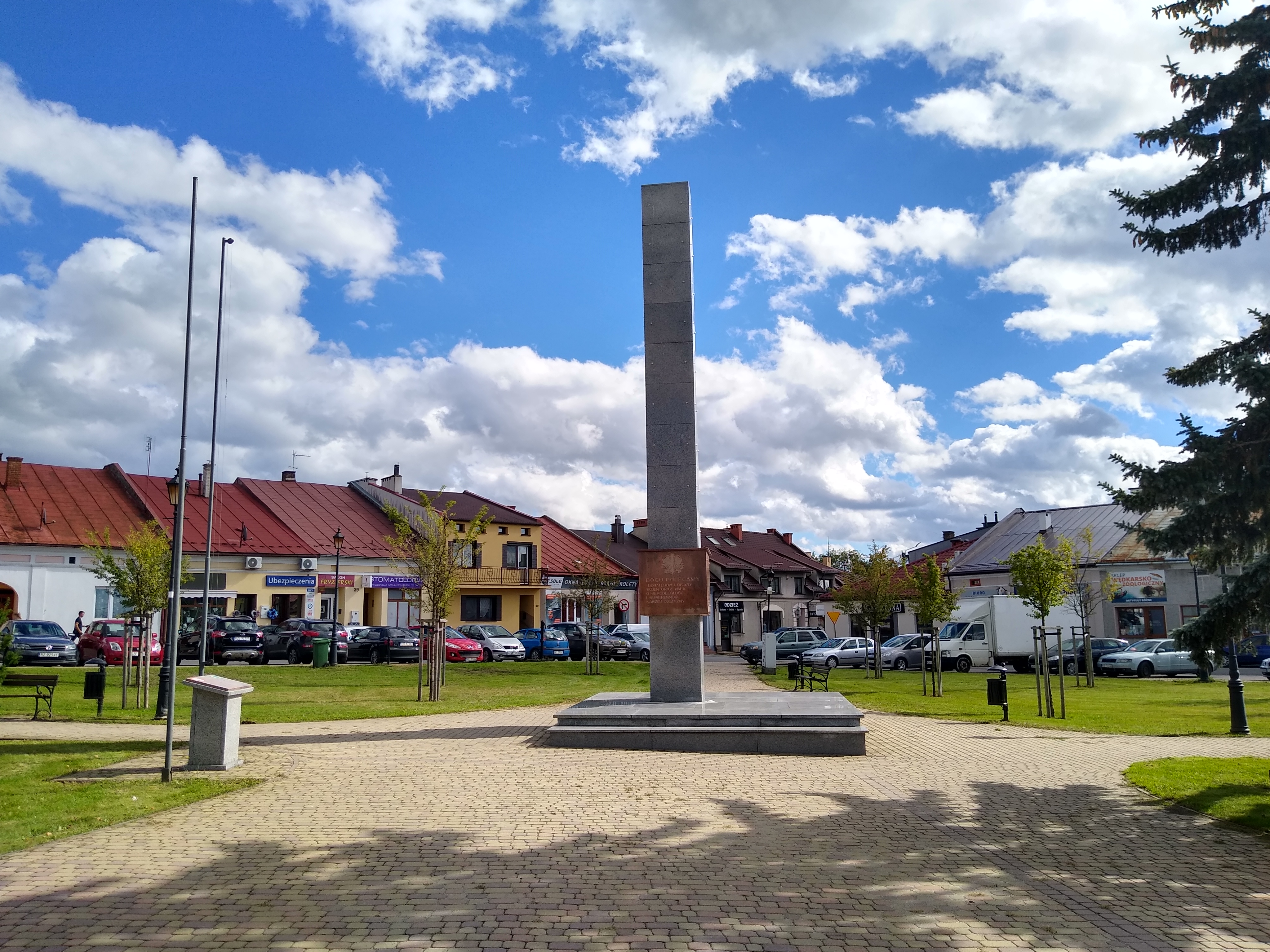
Fragment rynku. Na pierwszym planie pomnik upamiętniających bohaterów i ofiary walk za Ojczyznę

Po pierwszej wojnie światowej pozycja miasteczka drastycznie zmalała. Wobec rozwoju zakładów przemysłowych w Rzeszowie (część COP-u) Głogów stał się „sypialnią”. Mimo to w 1927 wybudowano nową szkołę podstawową, a w 1929 wyremontowano ratusz.
W latach okupacji (1939–1944) Niemcy dokonali w pobliskim Lesie Bór masowych egzekucji cywilnych mieszkańców, w których zginęło ok. 5 000 osób (w większości Żydów). Największe nasilenie egzekucji przypada na rok 1942, kiedy to rozstrzelano w borze między Głogowem a Rzeszowem ok. 2500 Żydów i 300 Polaków.
Podczas okupacji hitlerowskiej, 1 lutego 1942 roku Niemcy utworzyli getto dla żydowskich mieszkańców. Przebywało w nim około 1800 Żydów. W czerwcu 1942 roku zostali wywiezieni do getta w Rzeszowie, a stamtąd do obozu zagłady Bełżcu i tam zamordowani.
W miasteczku czynnie działała placówka Armii Krajowej, oraz oddział Gwardii Ludowej „Iskra”. Drugi z nich w nocy z 22 na 23 lutego opanował Głogów, zniszczył posterunek policji oraz zlikwidował administrację niemiecką i prowadzoną przez nią dokumentację. Akcja zakończyła się porażką, a w czasie jej trwania spłonął także ratusz. 24 czerwca 1943 Gestapo rozstrzelało w odwecie 6 zakładników. Egzekucji dokonano na cmentarzu żydowskim.
W 1944 roku Niemcy zorganizowali silną obronę głogowskiego węzła drogowego celem opóźnienia marszu Armii Czerwonej. Pod koniec lipca na tyłach obrony niemieckiej rozpoczął akcję oddział AK w skład którego wchodziło wielu głogowiaków. 30 lipca miasto zostało zajęte przez armię radziecką. Po wojnie na rynku ustawiono pomnik ku czci bohatera Młodej Gwardii mjr. Iwana Turkienicza poległego 9 lipca 1944 roku pod Bratkowicami.
Po II wojnie światowej miasto przemianowano na Głogów Małopolski. W 1947 wybudowano nową remizę Ochotniczej Straży Pożarnej. W 1950 roku zakończono elektryfikację miasta, a w 1960 uruchomiono linię kolejową z Rzeszowa do Głogowa. W kolejnych latach wybudowano dom kultury i rozpoczęto tworzenie ośrodka rekreacyjnego złożonego z zespołu odkrytych basenów i wypożyczalni sprzętu wodnego. Prac nie ukończono, a powstałe elementy ośrodka uległy dewastacji. Dopiero w latach 90. przeprowadzono w ograniczonej skali renowację „stawów głogowskich”. Rozpoczęto także budowę nowego osiedla domów jednorodzinnych „Niwa”. W 2005 roku otwarto obwodnicę miasta w ciągu drogi krajowej nr 9. W tymże roku rozpoczęto budowę kościoła św. Józefa, który poświęcono 2 kwietnia 2006 roku.

## Demografia i gospodarka
Głogów jest największym pod względem populacji miastem w powiecie rzeszowskim. Większość Głogowian w wieku produkcyjnym pracuje poza miastem, przede wszystkim w oddalonym o 12 km Rzeszowie. W gminie Głogów działa szereg przedsiębiorstw: „Vidok” S.J. (producent okien), NTB (producent materiałów budowlanych), GS „Samopomoc Chłopska” (sieć sklepów spółdzielczych), Polbruk (producent kostki brukowej), Cis (producent materiałów budowlanych) i Prefabet (Materiały budowlane), AmTech (lekkie konstrukcje stalowe oraz projektowanie i budowa domów). Łączna liczba podmiotów gospodarczych w gminie wynosi 1043 (dane z 2003). Wiele położonych na peryferiach miasta gospodarstw posiada przydomowe działki, ale z samej uprawy roli utrzymuje się niewielki odsetek mieszkańców Głogowa.
Według danych z 30 czerwca 2016 miasto miało 6298 mieszkańców. W 2020 r. dołączono miejscowości Rogoźnica, Wola Cicha i Zabajka, o obszarze 717,49 ha zamieszkane przez 1654 osób. Po tym przyłączeniu miasto ma powierzchnię 20,90 km² i 7952 mieszkańców.

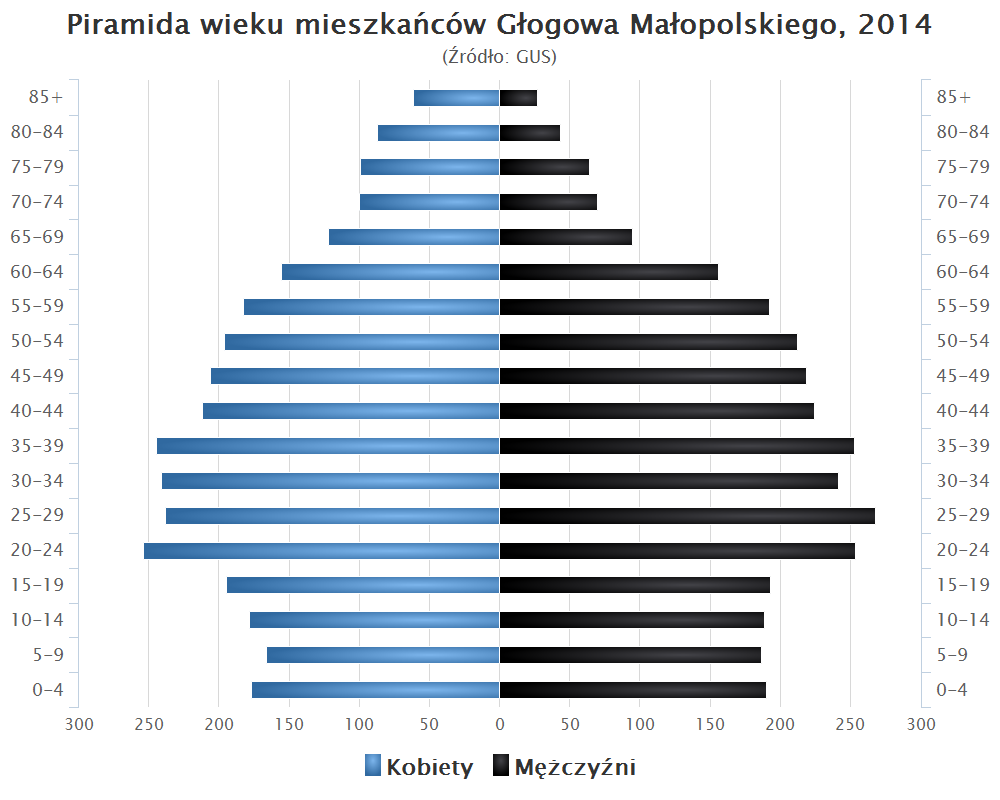
Piramida wieku mieszkańców Głogowa Małopolskiego w 2014 roku

## Podział administracyjny
Na mocy statutu gminy Głogów Małopolski w mieście wyodrębniono dwie jednostki pomocnicze:
- Osiedle Centrum
- Osiedle Niwa

Od 1 stycznia 2020 w granicach miasta znajdują się dotychczasowe wsie:
- Rogoźnica
- Wola Cicha
- Zabajka

Od 1 stycznia 2021 w granicach miasta znajdują się:
- dotychczasowa wieś Styków
- część wsi Rudna Mała, obejmująca m.in. obszar przysiółka Podbór[25]

## Religia
- parafia Świętej Trójcy – na terenie parafii znajduje się m.in. kościół pw. Trójcy Świętej, przedszkole parafialne im. św. Michała Archanioła, parafialny Dom Sióstr Michalitek. Parafia także posiada grupy przyparafialne jakimi są LSO(Liturgiczna Służba Ołtarza), Oaza i KSM(Katolickie Stowarzyszenie Młodzieży). Liturgiczna Służba Ołtarza posiada około 50 ministrantów, 15 lektorów i 11 animatorów.
- parafia św. Józefa
- parafia św. Maksymiliana Marii Kolbego
- parafia św. Michała Archanioła

## Kultura
Głównymi ośrodkami kulturalnymi miasta są Gminny Dom Kultury i biblioteka o łącznych zbiorach zawierających 65 000 książek (2 oddziały w mieście i 5 filii terenowych). Działalność prowadzą dwie kapele ludowe, Ochotnicza Straż Pożarna, Gminna Strażacka Orkiestra Dęta i LKS „Głogovia”. Najważniejszą imprezą kulturalną są obchodzone co roku Dni Głogowa. W roku 2010 wystąpiła Golec uOrkiestra, w roku 2011 zespół Łzy, supportowany przez No Offence, Soulside, Paproszki, Alike i Jahfahrai. Cztery pierwsze zespoły działają całkowicie lub częściowo na terenie gminy Głogów Małopolski. W roku 2012 gwiazdami dni głogowa były zespoły Hey i Habakuk.
W mieście znajdują się następujące placówki związane z edukacją i kultura :
- Zespół Szkół w Głogowie Młp.
- Przedszkole Publiczne w Głogowie Młp.
- Samorządowe Liceum Ogólnokształcące imienia kard. Stefana Wyszyńskiego
- Niepubliczne Przedszkole „Muzyczny Maluszek” w Głogowie Młp.
- CKA NIWA Centrum Kultury Artystycznej w Głogowie Młp.

## Pałac książąt Lubomirskich[26]
W 1722 r. właścicielem dóbr głogowskich stał się Jan Kazimierz Lubomirski, syn Hieronima Augustyna Lubomirskiego. Na północ od rynku miasteczka postanowił wybudować pałac z przeznaczeniem na swoją siedzibę, ponieważ 11 listopada 1725 r. poślubił Urszulę Branicką. Na potrzeby budowli założono cegielnię, a architektem nowej rezydencji najprawdopodobniej był Henryk Karol Wiedemann. W 1727 r. budynek został ukończony. W głównej części była to budowla dwukondygnacyjna z parterowymi skrzydłami oraz podpiwniczonymi oficynami – piwnice istnieją do dziś. Od południa rozciągał się park dworski (na jego miejscu dziś znajduje się stadion Ludowego Klubu Sportowego „Głogovia” oraz park „Grabina”). Wyposażenie pałacu wniosła w posagu Urszula Lubomirska, a były to głównie meble do tej pory znajdujące się w pałacu Branickich w Białymstoku. W głogowskim pałacu odbyły się zaręczyny Karola Radziwiłła z Marią Lubomirską, córką Jana Kazimierza i Urszuli, jednakże oboje narzeczeni nie chcieli tego ślubu i choć nie sprzeciwiali się woli swoich rodziców, małżeństwo nie przetrwało. Maria zmarła bezpotomnie w 1795 r., zaś w inwentarzu z 1800 r. widnieje już informacja, że pałac jest spaloną ruiną. Został odbudowany przez nowego właściciela Filipa Sweerts-Sporka na początku XIX w., pierwotnie na siedzibę, jednak potem umieszczono tam kawalerię austriacką, która przebywała w Głogowie do 1905 r. W 1910 r. nabywcą pałacu został Niemiec Franciszek Weiss, który założył tam fabrykę włókienniczą. Na samym początku I wojny światowej, w nocy z 21 na 22 września 1914 r. pałac został podpalony przez Kozaków, którzy będąc strażą armii rosyjskiej sygnalizowali zdobywane tereny pożarami. W 1917 r. właściciel fabryki zaczął zbierać fundusze na odbudowę budynku i kontynuację produkcji. Nabywcami udziałów byli m.in. hrabia Alfred Potocki, księża z Wysokiej i Łańcuta, a także Jan Jędrzejowicz, właściciel Staromieścia i marszałek powiatu rzeszowskiego. Budynek został rozbudowany o jedno piętro, przez co można było znacząco zwiększyć produkcję. Oficyny dworskie również zostały rozbudowane a Franciszek Weiss umieścił w nich mieszkanie dla siebie i swojej żony. Fabryka działała również w czasie okupacji, jednak 29 lipca 1944 r. nalot bombowy zniszczył jedno skrzydło fabryki i narożnik dawnych oficyn. We wrześniu 1944 r. fabryka została upaństwowiona. Zakład działał pod nazwą „Technitex” do 2000 r., kiedy został odkupiony przez właściciela firmy „Eko-Karpaty” z Tarnowca. Na terenie dawnej rezydencji obecnie mieści się zakład produkcyjny filtrów, plandek, odzieży ochronnej, włóknin itd.

## Turystyka, rekreacja i zabytki

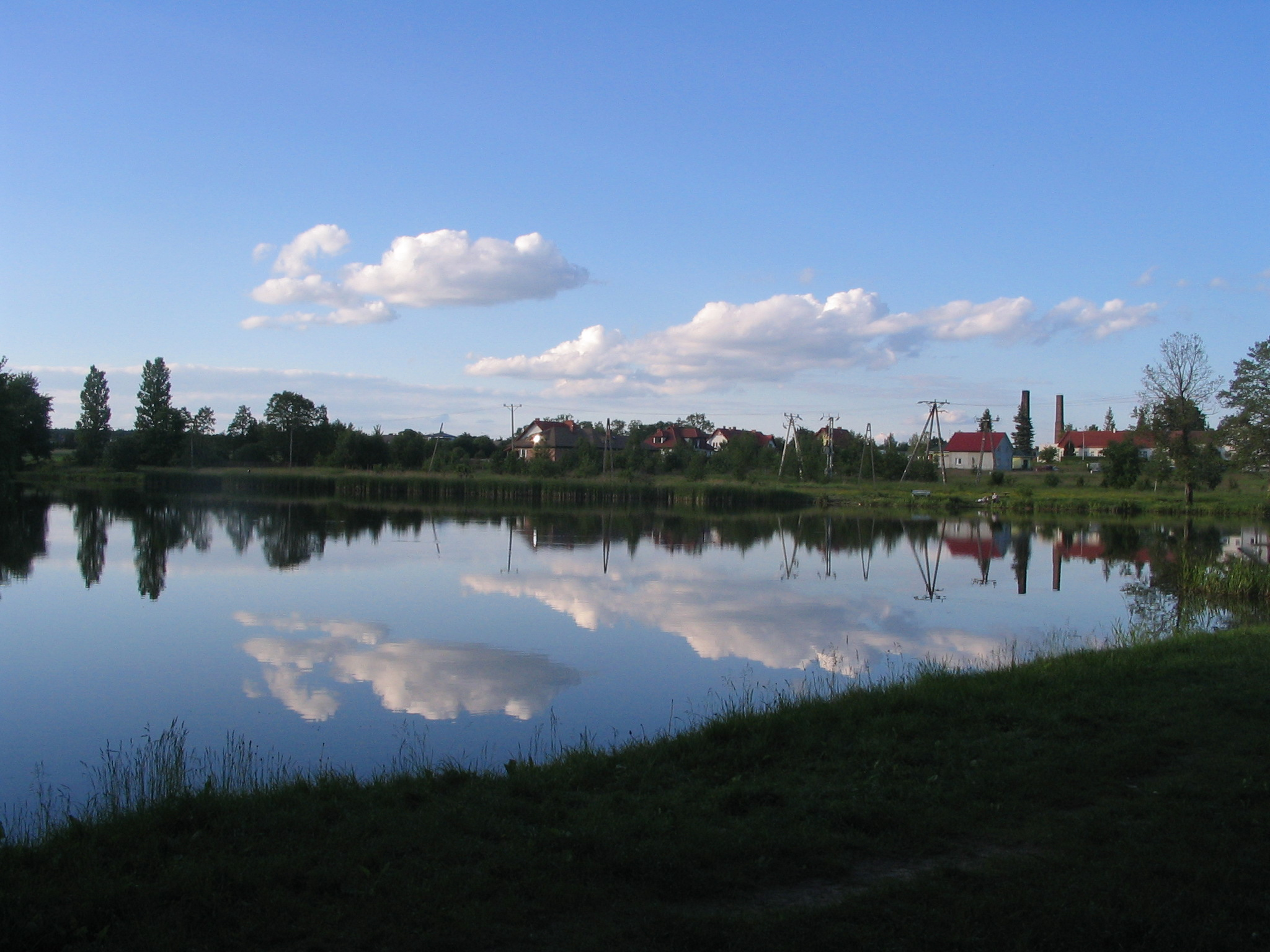
Jeden ze stawów głogowskich

Podstawowe formy rekreacji dostępne w Głogowie to wędrówki leśne i odpoczynek nad wodą. Miasto otoczone jest kompleksami leśnymi, na południe od niego leży rezerwat przyrody Bór. Na obszarze gminy wyznaczono trzy szlaki turystyczne: żółty („dookoła Rzeszowa”), zielony (szlak im. Władysława Sikorskiego) i niebieski (prowadzący do Leżajska). W północnej części Głogowa leży nieukończony ośrodek rekreacyjny złożony z 3 otwartych zbiorników wodnych. W ostatnich latach wybudowano przy nim ławki, plac zabaw, a w bezpośredniej bliskości otworzono krytą pływalnie. Teren służy przede wszystkim wędkarzom, choć w lecie wykorzystuje się go także w roli kąpieliska. Podobną funkcję pełni kilka dawnych wyrobisk położonych na terenie gminy. Na obrzeżach miasta znajduje się stadnina koni „Leśna Wola”, która w 2006 roku była organizatorem Mistrzostw Polski w Skokach przez przeszkody. Podobny ośrodek funkcjonuje też w pobliskiej Zabajce. Na południe od Głogowa znajduje się strzelnica Polskiego Związku Łowieckiego. W samym mieście atrakcjami są zabytkowy kościół i okazały, jeden z największych w Polsce, rynek. Najnowszymi atrakcjami turystycznymi w Głogowie Małopolskim jest pierwszy w Polsce ogród golfowy z sześciodołkowym polem golfowym, oraz największe w województwie podkarpackim SPA.

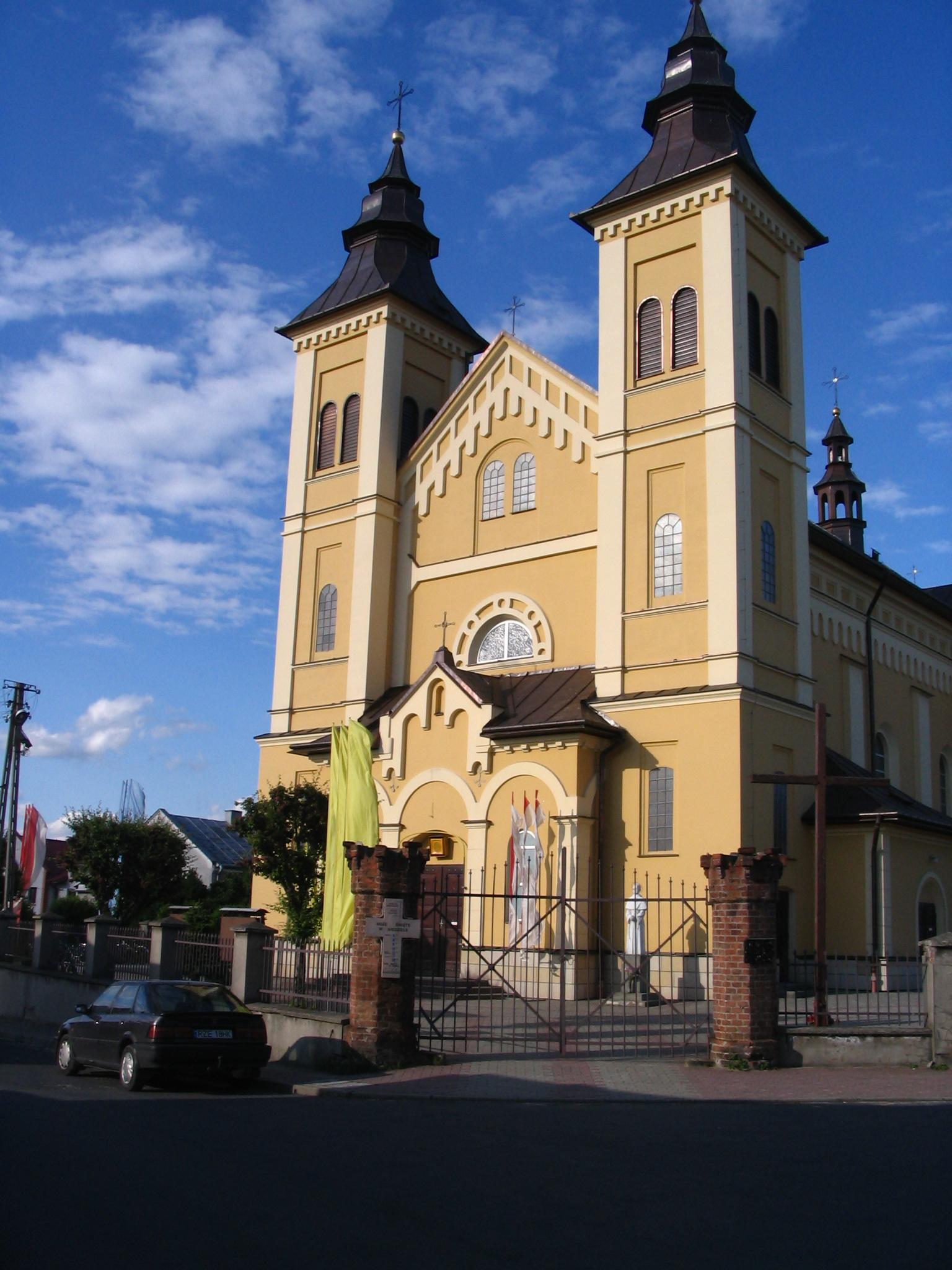
Sanktuarium Matki Bożej Głogowskiej

Według Narodowego Instytutu Dziedzictwa, w miejscowości znajdują się następujące obiekty zabytkowe:
- układ urbanistyczny z zabudową, nr rej.: 392 z 31.06.1971[b]
- kościół par. pw. Trójcy Przenajświętszej, ul. Kościelna, 1876-79, nr rej.: A-85 z 10.05.2004
- cmentarz kościelny, jw.
- brama wjazdowa, jw.
- cmentarz par. „Na Piasku”, nr rej.: A-949 z 15.07.1995
- kaplica pw. MB Śnieżnej, 1831, nr rej.: jw.
- kapliczka ze studnią, XVIII, XIX, nr rej.: jw.
- brama cmentarna, 1905, nr ej.: jw.
- ratusz, 2 poł. XVIII, nr rej.: A-950 z 18.03.1992
- dom, ul. 3 Maja 21 (d.1 Maja 23), pocz. XX, nr rej.: A-951 z 18.03.1992
- dom, Rynek 8, 1835, nr rej.: A-648 z 20.06.1986
- dom, Rynek 60, poł. XIX, nr rej.: 1163 z 6.1986
- dom, Rynek 61, poł. XIX, nr rej.: A-958 z 6.1986
- dom, ul. Sienkiewicza 6, pocz. XX, nr rej.: A-959 z 9.09.1987

## Sport
W mieście, od 1925 roku, działa klub piłki nożnej Głogovia Głogów Małopolski, który w sezonie 2023/2024 występuje w IV lidze, gr. podkarpackiej.

## Transport

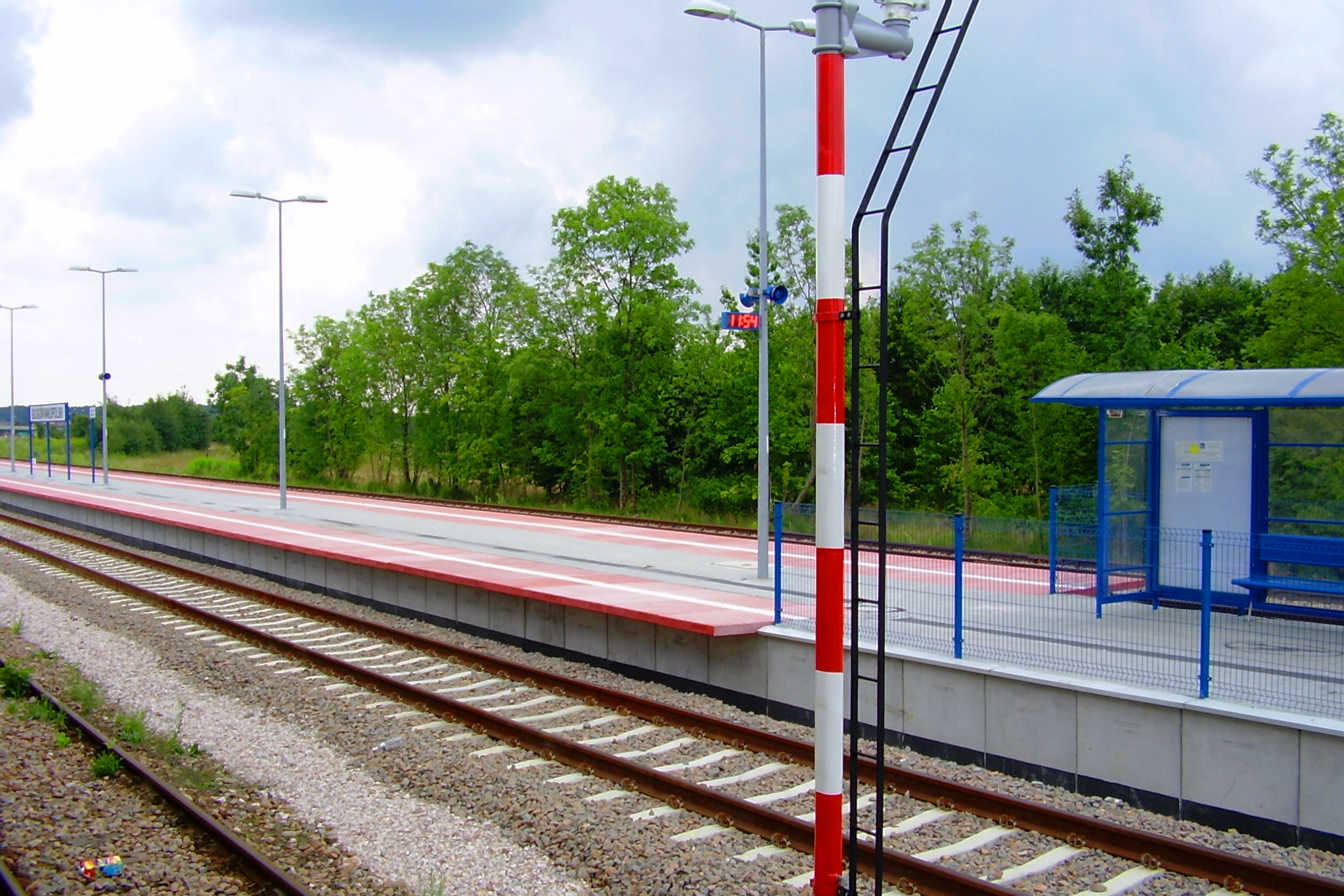
Stacja kolejowa Głogów Małopolski

W Głogowie znajduje się 6 przystanków MPK Rzeszów oraz niewielki dworzec PKS na rynku. Z Rzeszowa dojechać można linią 301 i 302, które obsługuje Międzygminna Komunikacja Samochodowa lub autobusem PKS. Istnieje również stacja kolejowa Głogów Małopolski, obsługuje ona 5 połączeń do Rzeszowa, jak i 5 do Stalowej Woli (w tym 2 do Lublina). Głogów leży przy drodze krajowej nr 9 (Rzeszów – Radom). Dawniej trasa ta przebiegała przez miasto, aktualnie ruch tranzytowy odbywa się obwodnicą. Długość obwodnicy wynosi 4,8 km. W trakcie robót przebudowano ulice leżące w obszarze obejścia, wybudowano ciąg pieszo – rowerowy do osiedla Niwa, a także wiadukt nad ul. 3-go Maja o rozpiętości 11 m, i czteroprzęsłowy wiadukt nad rondem na węźle drogowym Niwa o rozpiętości 64 m. Wybudowano lub i przebudowano przepusty, kanalizację deszczową i sanitarną, wodociągową, oświetlenie drogi i linie energetyczne. Wzdłuż drogi zamontowano ekrany akustyczne o długości 1803 m. Zasadzono 13 885 szt. drzew i krzewów.